# Unobtainium
En el ámbito de la literatura, el unobtainium es un término usado para describir a cualquier material que posea propiedades extraordinarias que son únicas o imposibles de obtener en el mundo real y es por lo tanto «inobtenible» (en inglés, unobtainable).
Semejantes materiales son comúnmente citados en el contexto de las novelas de ciencia ficción.
Un ejemplo es el scrith, el material que se usaría para la construcción de un hipotético Mundo Anillo alrededor de una estrella, el cual requeriría soportar fuerzas de tensión y compresión que van más allá de las tensiones que las leyes físicas permiten a cualquier material real. 
Otro ejemplo es el metal del que está hecho el casco de la nave espacial Enterprise de la serie Star Trek (Viaje a las estrellas), ya que en varios capítulos de la serie la nave realiza maniobras en las cuales el casco debe soportar temperaturas del orden de los millones de grados C°, cosa que es obviamente imposible para materiales reales tales como el titanio o el acero.
En la película El núcleo, un grupo de científicos se dirige al centro de la Tierra en una nave con forma de tren fabricada con un metal «que se endurece a más calor y presión», llamado literalmente unobtanium (o idoneidon o ignoctenio en algunos doblajes en idioma español).
El mithril o plata auténtica, en los libros de J. R. R. Tolkien, es un material que se encuentra únicamente bajo las Montañas Nubladas, ligero como una pluma y duro como escamas de dragón.
En la película Avatar, de 2009, este material también es nombrado para denominar a un mineral superconductor de gran valor para los humanos.
En la serie de novelas de fantasía heroica Canción de hielo y fuego, el acero valyrio es una aleación metálica inventada en Valyria y usada en la fabricación de armas de calidad y características incomparables, las cuales incluyen el poder matar a Caminantes Blancos y Muertos vivientes, entre otras. El secreto para la forja de este tipo de metal fue aparentemente perdida junto con la «destrucción natural» de Valyria.
En el mundo de la historieta hay varios unobtainiums, entre ellos los más conocidos son el del esqueleto y garras de adamantium de Wolverine, personaje de X-Men, y el escudo de Capitán América, fabricado de vibranium, material obtenido en Wakanda y con las propiedades extraordinarias de dureza extrema y absorción de impactos, ambos de Marvel Comics. La kryptonita de Superman es otro de ellos, al describírsele efectos que ningún material radiactivo posee.
Puesto que no existen materiales con tales características, se dice que, por ejemplo, para construir una esfera de Dyson sólida se necesitaría hacerla de unobtainium.
El uso de unobtainium —pese a ser muy frecuente en la ciencia ficción— es polémico entre escritores y lectores, pues su presencia aleja el mundo literario de lo conocido por el lector, y va por lo tanto en detrimento del realismo de una obra de ciencia ficción. Cuanto más unobtainium esté presente, más sale la obra del género de la ciencia ficción dura y entra al de la ópera espacial, o plenamente a la literatura fantástica.